# Kniphofia breviflora
Kniphofia breviflora är en grästrädsväxtart som beskrevs av William Henry Harvey och John Gilbert Baker. Kniphofia breviflora ingår i Fackelliljesläktet som ingår i familjen grästrädsväxter. Inga underarter finns listade i Catalogue of Life.